# Marius Niculae
Marius Constantin Niculae (Boekarest, 16 mei 1981) is een Roemeens voetballer. Hij speelt sinds januari 2013 bij de Portugese topclub Sporting Lissabon.

## Clubcarrière
Niculae begon zijn loopbaan in 1996 bij Dinamo Boekarest waar hij honderd wedstrijden speelde. Hierna speelde hij bij Sporting CP in Portugal, Standard Luik in België, FSV Mainz in Duitsland en Inverness Caledonian Thistle FC in Schotland. Sinds 2008 speelt hij wederom voor Dinamo Boekarest. In 2011 werd hij voor een half jaar uitgeleend aan AO Kavala. Op 20 juli 2012 tekende hij een tweejarig contract bij FC Vaslui. Op 31 januari 2013, de laatste dag van de winterse transferperiode, tekende hij een contract voor anderhalf jaar bij het Portugese Sporting Lissabon. De Portugezen betalen $3,000,000, voor Niculae, die in de Roemeense competitie 11 doelpunten in 19 wedstrijden scoorde.

## Interlandcarrière
Sinds 2000 speelde Niculae 45 keer voor Roemenië. Hij maakte deel uit van de selectie voor Euro 2008. Onder leiding van bondscoach Emerich Jenei maakte hij zijn debuut op 2 februari 2000 in de vriendschappelijke wedstrijd tegen Letland (0-2), net als Marius Măldărăşanu, Dorel Mutică, Iulian Crivac (allen Rapid Boekarest), Florentin Dumitru (Steaua Boekarest), Pompiliu Stoica (Astra Ploieşti) en Bogdan Mara (FC Argeş). Niculae nbam in die wedstrijd het tweede doelpunt voor zijn rekening.

## Erelijst

### Club
Dinamo Boekarest
- Roemeens landskampioen: 1999/00
- Roemeense beker: 1999/00, 2000/01, 2011/12
- Roemeense Supercup: 2012

 Sporting Lissabon
- Portugees landskampioen: 2001/02
- Portugese beker: 2001/02
- Portugese Supercup: 2002
- UEFA Cup finalist: 2004/05